# Championnat de France féminin de handball de Nationale 2 2024-2025
Navigation
2023-2024 2025-2026
La saison 2024-2025 du Championnat de France féminin de handball de Nationale 2 se compose de 8 poules de 12 clubs et comprend quelques équipes réserves de clubs des divisions supérieures. Le premier de chaque groupe est promu en Nationale 1, ainsi que les 4 meilleurs 2e. À l'inverse, les trois derniers de chaque groupe sont relégués en Nationale 3.

## Formule
La compétition est ouverte aux quatre-vingt-seize clubs ayant acquis leur participation par leur classement au terme de la saison précédente. Ces clubs sont répartis en sept poules de douze et une poule de onze. Pour la composition des poules, il est tenu compte du classement obtenu la saison précédente et de la situation géographique. Les équipes réserve des clubs de LFH sont soumises aux règles de la division.
Lors de la première phase, dans chacune des huit poules, les clubs se rencontrent en matches aller et retour. Le meilleur premier sur l'ensemble des huit poules est directement qualifié pour la finale contre le « vice-champion ultramarin ». Pour déterminer ce meilleur premier, les procédures suivantes s'appliquent (dans l'ordre) :
- ratio nombre de points sur nombre de matches joués,
- ratio goal average, sur nombre de matches joués,
- ratio meilleure attaque sur nombre de match joué,
- le plus de licenciés dans la catégorie d'âge,
- tirage au sort.

Si un club classé à la première place d'une poule ne peut accéder en Nationale 1, il peut malgré tout disputer la finale pour le titre de champion de France N2F.
Les clubs classés à la première place de chacune des huit poules, ainsi que les quatre meilleures deuxième accèdent à la Nationale 1 pour la saison suivante tandis que les clubs classés aux trois dernières places de chacune des huit poules sont relégués en Nationale 3.

## Participants

### Nouveaux clubs
- Clubs relégués de National 1

| Nationale 1 | Clubs                                                                        |
| ----------- | ---------------------------------------------------------------------------- |
| Poule 1     | BS Montluçon HB Zibero Sport Tardets                                         |
| Poule 2     | Chambray Touraine HB rés. Rueil AC Handball Stade béthunois handball         |
| Poule 3     | ASPTT Strasbourg Chevigny-Saint-Sauveur HB Entente Saône Mamirolle HB        |
| Poule 4     | Mazan-Sorgues HB 84 Handball Saint-Étienne Métropole 42 Saint-Flour Handball |

- Clubs promus de Nationale 3

| Ligue régionale                        | Clubs                                                                              |
| -------------------------------------- | ---------------------------------------------------------------------------------- |
| Auvergne-Rhône-Alpes                   | Handball Club Lyon (3e poule 1) US Beaurepaire (1er poule 2)                       |
| Bourgogne-Franche-Comté                | CA Pontarlier HB (1er) Beaune Handball (2e)                                        |
| Bretagne                               | Hermine Kernic Handball (1er) Lanester Handball (2e)                               |
| Centre-Val de Loire / Pays de la Loire | CJ Bouguenais (1er) CA Evron Handball (2e) US Dreux-Vernouillet Handball rés. (3e) |
| Corse                                  | aucun                                                                              |
| Grand-Est                              | Villers Handball (1er) HBC Dambach-la-Ville (2e)                                   |
| Hauts-de-France                        | Handball Hazebrouck 71 (1er) Saint-Quentin Handball (2e)                           |
| Île-de-France                          | Paris Sport Club (1er) US Palaiseau Handball rés. (2e) AS Mantaise (3e)            |
| Normandie                              | AL Césaire-Levillain (1er) PL Granville Handball (2e)                              |
| Nouvelle-Aquitaine                     | HBC Marmandais (1er) Stade montois (2e)                                            |
| Occitanie                              | Pechbonnieu Coteaux Handball (1er) Mende Gévaudan CHB (2e)                         |
| Provence-Alpes-Côte d'Azur             | Union du pays d'Aix Bouc HB rés. (1er) AC La Ciotat (2e)                           |

## Phase initiale

### Légende
- Promu en Nationale 1.
- Repêché d'une relégation en Nationale 3.
- Promu si le club est dans les quatre meilleurs 2e.
- Relégué en Nationale 3.
- Rétrogradé en Nationale 3 ou en divisions régionales/départementales pour raison extra-sportive.
- R : Relégué de Nationale 1.
- P : Promu de Nationale 3.

### Poule 1

#### Classement
|    | Équipe                                  | Pts   | J  | G  | N | P  | Bp  | Bc  | Diff |
| -- | --------------------------------------- | ----- | -- | -- | - | -- | --- | --- | ---- |
| 1  | Bordes Sports                           | 59    | 22 | 17 | 3 | 2  | 613 | 461 | 152  |
| 2  | Narbonne Handball                       | 56    | 22 | 16 | 2 | 4  | 638 | 592 | 46   |
| 3  | Pau Nousty Sports                       | 53 -2 | 22 | 15 | 3 | 4  | 614 | 555 | 59   |
| 4  | HBC Oloron-Sainte-Marie / Lucq-de-Béarn | 47    | 22 | 11 | 3 | 8  | 592 | 563 | 29   |
| 5  | Tournefeuille Handball                  | 47 -2 | 22 | 12 | 3 | 7  | 633 | 584 | 49   |
| 6  | Zibero Sport Tardets R                  | 46    | 22 | 11 | 2 | 9  | 574 | 539 | 35   |
| 7  | Asson Sports                            | 43    | 22 | 10 | 1 | 11 | 611 | 628 | -17  |
| 8  | Lège-Cap-Ferret Handball                | 39    | 22 | 8  | 1 | 13 | 561 | 591 | -30  |
| 9  | Stade montois P                         | 38    | 22 | 8  | 0 | 14 | 541 | 578 | -37  |
| 10 | Pechbonnieu Coteaux Handball P          | 38    | 22 | 7  | 2 | 13 | 539 | 602 | -63  |
| 11 | HBC Marmandais P                        | 32    | 22 | 5  | 0 | 17 | 567 | 658 | -91  |
| 12 | Toulouse Féminin Handball rés.          | 26    | 22 | 2  | 0 | 20 | 509 | 641 | -132 |

Note :
- Le Tournefeuille Handball a été sanctionné de 2 points de pénalités sur le classement des championnats nationaux de la saison 2024-25, car sanctionné par la CSR et/ou de la CRL en matière de CMCD, et ce, au titre de la saison 2023-24[2].

### Poule 2

#### Classement
|    | Équipe                             | Pts   | J  | G  | N | P  | Bp  | Bc  | Diff |
| -- | ---------------------------------- | ----- | -- | -- | - | -- | --- | --- | ---- |
| 1  | Chambray Touraine HB rés. R        | 64    | 22 | 20 | 2 | 0  | 708 | 497 | 211  |
| 2  | Saint Sébastien Sud Loire Handball | 59    | 22 | 18 | 1 | 3  | 694 | 559 | 135  |
| 3  | CA Evron Handball P                | 51    | 22 | 14 | 1 | 7  | 579 | 535 | 44   |
| 4  | Stade pessacais UC rés.            | 44    | 22 | 10 | 2 | 10 | 620 | 597 | 23   |
| 5  | CA Bègles rés.                     | 43 -2 | 22 | 11 | 1 | 10 | 639 | 639 | 0    |
| 6  | Carquefou Handball                 | 43    | 22 | 10 | 1 | 11 | 582 | 601 | -19  |
| 7  | BS Montluçon HB R                  | 40    | 22 | 9  | 0 | 13 | 601 | 626 | -25  |
| 8  | Moncoutant SAM                     | 39    | 22 | 7  | 3 | 12 | 564 | 602 | -38  |
| 9  | CJ Bouguenais P                    | 38    | 22 | 6  | 4 | 12 | 512 | 582 | -70  |
| 10 | Eglantine Vierzon Handball         | 38    | 22 | 7  | 2 | 13 | 532 | 588 | -56  |
| 11 | HBC Mamers                         | 35    | 22 | 6  | 1 | 15 | 601 | 672 | -71  |
| 12 | Cognac ALJO                        | 31 -1 | 22 | 3  | 4 | 15 | 535 | 669 | -134 |

Note :
- Le CA Bègles  rés. a été sanctionné de 2 points de pénalités sur le classement des championnats nationaux de la saison 2024-25, car sanctionné par la CSR et/ou de la CRL en matière de CMCD, et ce, au titre de la saison 2023-24[2].

### Poule 3

#### Classement
|    | Équipe                         | Pts   | J  | G  | N | P  | Bp  | Bc  | Diff |
| -- | ------------------------------ | ----- | -- | -- | - | -- | --- | --- | ---- |
| 1  | Entente Bro Léon               | 63    | 22 | 20 | 1 | 1  | 738 | 530 | 208  |
| 2  | Saint-Grégoire Rennes MHB rés. | 52    | 22 | 14 | 2 | 6  | 573 | 502 | 71   |
| 3  | Taule Carantec                 | 46    | 22 | 10 | 4 | 8  | 659 | 615 | 44   |
| 4  | Espérance Chartres de Bretagne | 44 -7 | 22 | 14 | 1 | 7  | 604 | 550 | 54   |
| 5  | Hermine Kernic Handball P      | 44    | 22 | 10 | 2 | 10 | 550 | 586 | -36  |
| 6  | Lanester Handball P            | 43    | 22 | 9  | 3 | 10 | 604 | 633 | -29  |
| 7  | Le Havre AC Handball rés.      | 43    | 22 | 9  | 3 | 10 | 512 | 535 | -23  |
| 8  | ALS Plouagat HB                | 41    | 22 | 9  | 1 | 12 | 576 | 598 | -22  |
| 9  | US Dreux-Vernouillet rés. P    | 41    | 22 | 9  | 0 | 13 | 613 | 669 | -56  |
| 10 | PL Granville Handball P        | 40    | 22 | 8  | 2 | 12 | 597 | 626 | -29  |
| 11 | HB Octeville-sur-Mer rés.      | 35    | 22 | 6  | 1 | 15 | 595 | 625 | -30  |
| 12 | Rouen Handball rés.            | 29 -1 | 22 | 4  | 0 | 18 | 481 | 633 | -152 |

Note :
- L'Espérance Chartres de Bretagne Handball a été sanctionné de 7 points de pénalités sur le classement des championnats nationaux de la saison 2024-25, car sanctionné par la CSR et/ou de la CRL en matière de CMCD[Quoi ?], et ce, au titre de la saison 2023-24[2].
- Le Rouen Handball  rés. a déclaré forfait pour son match chez l'ALS Plouagat HB. Le résultat est donc un match perdu 20-0 et une sanction de 1 point.

### Poule 4

#### Classement
|    | Équipe                             | Pts   | J  | G  | N | P  | Bp  | Bc  | Diff |
| -- | ---------------------------------- | ----- | -- | -- | - | -- | --- | --- | ---- |
| 1  | HBC Serris Val d'Europe            | 60    | 22 | 19 | 0 | 3  | 686 | 529 | 157  |
| 2  | Sambre Avesnois Handball rés.      | 52    | 22 | 15 | 0 | 7  | 613 | 544 | 69   |
| 3  | AL Césaire-Levillain P             | 49    | 22 | 13 | 1 | 8  | 647 | 583 | 64   |
| 4  | Stade béthunois handball R         | 49    | 22 | 12 | 3 | 7  | 616 | 595 | 21   |
| 5  | Handball Hazebrouck 71 P           | 44    | 22 | 10 | 2 | 10 | 681 | 676 | 5    |
| 6  | Lomme Lille Métropole HB rés.      | 43    | 22 | 9  | 3 | 10 | 643 | 652 | -9   |
| 7  | HBC Bully-les-Mines                | 41 -2 | 22 | 10 | 1 | 11 | 641 | 611 | 30   |
| 8  | Aulnay Handball                    | 40    | 22 | 9  | 0 | 13 | 617 | 691 | -74  |
| 9  | Saint-Quentin Handball P           | 40    | 22 | 8  | 2 | 12 | 661 | 712 | -51  |
| 10 | AS Mantaise P                      | 40    | 22 | 9  | 0 | 13 | 583 | 607 | -24  |
| 11 | Tourcoing Handball                 | 35 -5 | 22 | 9  | 0 | 13 | 568 | 644 | -76  |
| 12 | AS Montigny-le-Bretonneux Handball | 28    | 22 | 3  | 0 | 19 | 563 | 675 | -112 |

Note :
- Le Tourcoing Handball a été sanctionné de :
  - 4 points de pénalités sur le classement des championnats nationaux de la saison 2024-25, car sanctionné par la CSR et/ou de la CRL en matière de CMCD, et ce, au titre de la saison 2023-24[2].
- 1 point et match perdu 20-0 pour avoir déclaré forfait pour son match chez l'AL Césaire-Levillain.
- Le HBC Bully-les-Mines a été sanctionné de 2 points de pénalités sur le classement des championnats nationaux de la saison 2024-25, car sanctionné par la CSR et/ou de la CRL en matière de CMCD, et ce, au titre de la saison 2023-24[2].

### Poule 5

#### Classement
|    | Équipe                         | Pts   | J  | G  | N | P  | Bp  | Bc  | Diff |
| -- | ------------------------------ | ----- | -- | -- | - | -- | --- | --- | ---- |
| 1  | Villers Handball P             | 53    | 20 | 16 | 1 | 3  | 553 | 487 | 66   |
| 2  | Paris Sport Club P             | 51    | 20 | 15 | 1 | 4  | 568 | 513 | 55   |
| 3  | ÉS colombienne                 | 48    | 20 | 14 | 0 | 6  | 524 | 475 | 49   |
| 4  | Chevigny-Saint-Sauveur HB R    | 46    | 20 | 13 | 0 | 7  | 650 | 588 | 62   |
| 5  | Noisy-le-Grand handball rés.   | 45    | 20 | 12 | 1 | 7  | 564 | 488 | 76   |
| 6  | US Alfortville Handball        | 40    | 20 | 9  | 2 | 9  | 582 | 543 | 39   |
| 7  | Rueil AC Handball R            | 39    | 20 | 9  | 1 | 10 | 543 | 529 | 14   |
| 8  | SCA 2000 Evry Handball         | 38    | 20 | 8  | 2 | 10 | 519 | 543 | -24  |
| 9  | USM Montargis Handball         | 30    | 20 | 4  | 2 | 14 | 519 | 590 | -71  |
| 10 | P2H Handball                   | 28 -2 | 20 | 5  | 0 | 15 | 495 | 571 | -76  |
| 11 | Cergy Handball                 | 20    | 20 | 0  | 0 | 20 | 450 | 640 | -190 |
| 12 | ASC Deux Vallées Koenigsmacker | 0     | 0  | 0  | 0 | 0  | 0   | 0   |      |

Note :
- Le P2H Handball a été sanctionné de 2 points de pénalités sur le classement des championnats nationaux de la saison 2024-25, car sanctionné par la CSR et/ou de la CRL en matière de CMCD, et ce, au titre de la saison 2023-24[2].
- L'ASC Deux Vallées Koenigsmacker déclare un forfait général le 10 avril 2025[3].

### Poule 6

#### Classement
|    | Équipe                            | Pts   | J  | G  | N | P  | Bp  | Bc  | Diff |
| -- | --------------------------------- | ----- | -- | -- | - | -- | --- | --- | ---- |
| 1  | ASPTT Strasbourg                  | 59    | 20 | 19 | 1 | 0  | 639 | 495 | 144  |
| 2  | Entente Saône Mamirolle HB R      | 50    | 20 | 14 | 2 | 4  | 625 | 572 | 53   |
| 3  | Épinal Handball                   | 43    | 20 | 11 | 1 | 8  | 606 | 575 | 31   |
| 4  | ALC Longvic Handball              | 42    | 20 | 11 | 0 | 9  | 619 | 599 | 20   |
| 5  | HBC Dambach-la-Ville P            | 41 -2 | 20 | 11 | 1 | 8  | 550 | 517 | 33   |
| 6  | Strasbourg Eurométropole Handball | 38 -1 | 20 | 9  | 1 | 10 | 486 | 501 | -15  |
| 7  | ASCAP Pays de Montbéliard HB      | 36 -2 | 20 | 9  | 0 | 11 | 587 | 599 | -12  |
| 8  | US Wittenheim Ensisheim HB        | 34    | 20 | 7  | 0 | 13 | 493 | 515 | -22  |
| 9  | CS Vesoul Haute-Saône             | 34    | 20 | 7  | 0 | 13 | 534 | 555 | -21  |
| 10 | CA Pontarlier HB P                | 32    | 20 | 6  | 0 | 14 | 502 | 566 | -64  |
| 11 | Beaune Handball P                 | 26    | 20 | 3  | 0 | 17 | 497 | 644 | -147 |
| 12 | Entente Mulhouse Kingersheim      | 0     | 0  | 0  | 0 | 0  | 0   | 0   |      |

Note :
- Le Strasbourg Eurométropole Handball a été sanctionné de 1 points de pénalités sur le classement des championnats nationaux de la saison 2024-25, car sanctionné par la CSR et/ou de la CRL en matière de CMCD, et ce, au titre de la saison 2023-24[2].
- Le HBC Dambach-la-Ville a été sanctionné de 2 points de pénalités sur le classement des championnats nationaux de la saison 2024-25, car sanctionné par la CSR et/ou de la CRL en matière de CMCD, et ce, au titre de la saison 2023-24[2].
- L'ASCAP Pays de Montbéliard HB a été sanctionné de 2 points de pénalités sur le classement des championnats nationaux de la saison 2024-25, car sanctionné par la CSR et/ou de la CRL en matière de CMCD, et ce, au titre de la saison 2023-24[2].
- L'Entente Mulhouse Kingersheim a été sanctionné de 3 points de pénalités sur le classement des championnats nationaux de la saison 2024-25, car sanctionné par la CSR et/ou de la CRL en matière de CMCD, et ce, au titre de la saison 2023-24[2].
- L'Entente Mulhouse Kingersheim déclare un forfait général le 10 avril 2025[4].

### Poule 7

#### Classement
|    | Équipe                                       | Pts   | J  | G  | N | P  | Bp  | Bc  | Diff |
| -- | -------------------------------------------- | ----- | -- | -- | - | -- | --- | --- | ---- |
| 1  | HBC Échirolles-Eybens                        | 64    | 22 | 20 | 2 | 0  | 659 | 440 | 219  |
| 2  | Handball Saint-Étienne Métropole 42 R        | 62    | 22 | 19 | 2 | 1  | 636 | 466 | 170  |
| 3  | Handball Clermont Auvergne Métropole 63 rés. | 53 -2 | 22 | 16 | 1 | 5  | 603 | 539 | 64   |
| 4  | ASUL Vaulx-en-Velin rés.                     | 48    | 22 | 11 | 4 | 7  | 574 | 528 | 46   |
| 5  | Saint-Chamond Handball Pays du Gier          | 45    | 22 | 11 | 1 | 10 | 568 | 558 | 10   |
| 6  | Saint-Germain Blavozy Handball               | 40    | 22 | 8  | 2 | 12 | 522 | 607 | -85  |
| 7  | Saint-Flour Handball R                       | 38    | 22 | 5  | 6 | 11 | 555 | 593 | -38  |
| 8  | SHBC La Motte-Servolex rés.                  | 36    | 22 | 6  | 2 | 14 | 512 | 555 | -43  |
| 9  | US Beaurepaire P                             | 36    | 22 | 5  | 4 | 13 | 494 | 556 | -62  |
| 10 | Handball Club Lyon P                         | 36    | 22 | 7  | 0 | 15 | 487 | 596 | -109 |
| 11 | HBC Saint-Julien-Denicé-Gleizé               | 32 -4 | 22 | 6  | 2 | 14 | 514 | 572 | -58  |
| 12 | Mende Gévaudan CHB P                         | 32    | 22 | 4  | 2 | 16 | 489 | 603 | -114 |

Note :
- Le Handball Clermont Auvergne Métropole 63  rés. a été sanctionné de 2 points de pénalités sur le classement des championnats nationaux de la saison 2024-25, car sanctionné par la CSR et/ou de la CRL en matière de CMCD, et ce, au titre de la saison 2023-24[2].
- Le HBC Saint-Julien-Denicé-Gleizé a été sanctionné de 4 points de pénalités sur le classement des championnats nationaux de la saison 2024-25, car sanctionné par la CSR et/ou de la CRL en matière de CMCD, et ce, au titre de la saison 2023-24[2].

### Poule 8

#### Classement
|    | Équipe                             | Pts   | J  | G  | N | P  | Bp  | Bc  | Diff |
| -- | ---------------------------------- | ----- | -- | -- | - | -- | --- | --- | ---- |
| 1  | Handball Val d`Argens              | 57    | 22 | 17 | 1 | 4  | 701 | 580 | 121  |
| 2  | Handball Ajaccio Club              | 53    | 22 | 15 | 1 | 6  | 687 | 594 | 93   |
| 3  | Toulon Métropole Var Handball rés. | 53 -1 | 22 | 15 | 2 | 5  | 627 | 548 | 79   |
| 4  | AS BTP Nice Handball               | 49    | 22 | 13 | 1 | 8  | 626 | 602 | 24   |
| 5  | HB Étoile Beauvallon               | 47    | 22 | 12 | 1 | 9  | 604 | 589 | 15   |
| 6  | Handball Gardéen                   | 46    | 22 | 12 | 0 | 10 | 610 | 621 | -11  |
| 7  | Mazan-Sorgues HB 84                | 45    | 22 | 11 | 1 | 10 | 598 | 567 | 31   |
| 8  | Olympique d'Antibes JLP Handball   | 45    | 22 | 11 | 1 | 10 | 583 | 540 | 43   |
| 9  | APHB Eyguieres Club                | 40 -3 | 22 | 10 | 1 | 11 | 547 | 583 | -36  |
| 10 | Union du pays d'Aix Bouc HB rés. P | 32    | 22 | 4  | 2 | 16 | 612 | 691 | -79  |
| 11 | AC La Ciotat P                     | 29    | 22 | 3  | 1 | 18 | 563 | 688 | -125 |
| 12 | Avignon Handball                   | 28    | 22 | 3  | 0 | 19 | 538 | 693 | -155 |

Note :
- L'APHB Eyguieres Club a été sanctionné de 3 points de pénalités sur le classement des championnats nationaux de la saison 2024-25, car sanctionné par la CSR et/ou de la CRL en matière de CMCD, et ce, au titre de la saison 2023-24[2].
- Le Toulon Métropole Var Handball  rés. a eu match perdu par pénalité face à l'Olympique d'Antibes JLP Handball (défaite initiale de Toulon sur le score de 28 à 30) pour avoir inscrit sur la FDME une joueuse non autorisée (trop jeune)[5].

### Classement interpoules des premiers
|   | Équipe                                    | Pts | J  | G  | N | P | Bp  | Bc  | Diff | Dép           |
| - | ----------------------------------------- | --- | -- | -- | - | - | --- | --- | ---- | ------------- |
| 1 | ASPTT Strasbourg (1er poule 6)            | 59  | 20 | 19 | 1 | 0 | 639 | 495 | 144  | 2,95pts/match |
| 2 | HBC Échirolles-Eybens (1er poule 7)       | 64  | 22 | 20 | 2 | 0 | 659 | 440 | 219  | 2,91pts/match |
| 3 | Chambray Touraine HB rés. R (1er poule 2) | 64  | 22 | 20 | 2 | 0 | 708 | 497 | 211  | 2,91pts/match |
| 4 | Entente Bro Léon (1er poule 3)            | 63  | 22 | 20 | 1 | 1 | 738 | 530 | 208  | 2,86pts/match |
| 5 | HBC Serris Val d'Europe (1er poule 4)     | 60  | 22 | 19 | 0 | 3 | 686 | 529 | 157  | 2,73pts/match |
| 6 | Bordes Sports (1er poule 1)               | 59  | 22 | 17 | 3 | 2 | 613 | 461 | 152  | 2,68pts/match |
| 7 | Villers Handball P                        | 53  | 20 | 16 | 1 | 3 | 553 | 487 | 66   | 2,65pts/match |
| 8 | Handball Val d`Argens (1er poule 8)       | 57  | 22 | 17 | 1 | 4 | 701 | 580 | 121  | 2,59pts/match |

- Qualifié en phase finale et promu en Nationale 1
- Promu en Nationale 1
- P : Promu de Nationale 2
- R : Relégué de Nationale 2

### Classement interpoules des deuxièmes
|   | Équipe                                             | Pts | J  | G  | N | P | Bp  | Bc  | Diff | Dép            |
| - | -------------------------------------------------- | --- | -- | -- | - | - | --- | --- | ---- | -------------- |
| 1 | Handball Saint-Étienne Métropole 42 R (2e poule 7) | 62  | 22 | 19 | 2 | 1 | 636 | 466 | 170  | 2,82pts/match  |
| 2 | Saint Sébastien Sud Loire Handball (2e poule 2)    | 59  | 22 | 18 | 1 | 3 | 694 | 559 | 135  | 2,68pts/match  |
| 3 | Paris Sport Club P (2e poule 5)                    | 51  | 20 | 15 | 1 | 4 | 568 | 513 | 55   | 2,55pts/match  |
| 4 | Narbonne Handball (2e poule 1)                     | 56  | 22 | 16 | 2 | 4 | 638 | 592 | 46   | 2,545pts/match |
| 5 | Entente Saône Mamirolle HB R (2e poule 6)          | 50  | 20 | 14 | 2 | 4 | 625 | 572 | 53   | 2,50pts/match  |
| 6 | Handball Ajaccio Club (2e poule 8)                 | 53  | 22 | 15 | 1 | 6 | 687 | 594 | 93   | 2,41pts/match  |
| 7 | Saint-Grégoire Rennes MHB rés. (2e poule 3)        | 52  | 22 | 14 | 2 | 6 | 573 | 502 | 71   | 2,36pts/match  |
| 8 | Sambre Avesnois Handball rés. (2e poule 4)         | 52  | 22 | 15 | 0 | 7 | 613 | 544 | 69   | 2,36pts/match  |

- Promu en Nationale 1
- P : Promu de Nationale 2
- R : Relégué de Nationale 2

## Finale du championnat de France N2
Le titre de champion de France se joue entre le ASPTT Strasbourg (meilleur 1er de groupe de la compétition métropolitaine) et le Entente MEG (vice-champion de France Ultramarin).
| 14 juin 2025 12h00 | Entente MEG | 28 - 29 | ASPTT Strasbourg | Palais des sports Robert-Oubron, Créteil |
| 14 juin 2025 12h00 | (14 - 13)   |         |                  | Palais des sports Robert-Oubron, Créteil |

Au terme d'une finale serrée, l'ASPTT Strasbourg remporte le titre de Champion de France de Nationale 2 face aux martiniquaises de l'Entente MEG.

## Bilan de la saison
| Tableau d'honneur de la saison 2024-2025 | |
| Compétition                              | Vainqueur |
| Nationale 2                              | ASPTT Strasbourg |
| Promotions et relégations                | |
| Promu en Nationale 1                     | Bordes Sports (1er poule 1) Chambray Touraine HB rés. R (1er poule 2) Entente Bro Léon (1er poule 3) HBC Serris Val d'Europe (1er poule 4) Villers Handball P (1er poule 5) ASPTT Strasbourg (1er poule 6) HBC Échirolles-Eybens (1er poule 7) Handball Val d`Argens (1er poule 8) Handball Saint-Étienne Métropole 42 R (2e poule 7) et (1er meilleure 2e) Saint Sébastien Sud Loire Handball (2e poule 2) et (2e meilleure 2e) Paris Sport Club P (2e poule 5) et (3e meilleure 2e) Narbonne Handball (2e poule 1) et (4e meilleure 2e) |
| Relégués de Nationale 1                  | Nantes Handball Féminin rés. CM Floirac Cenon HB P HBC Celles-sur-Belle rés. Saint-Amand Handball rés. CL Colombelles Handball AS Sainte-Maure Troyes HB P Rosières Saint-Julien HB P CS Reichstett HB P Reims Champagne HB Bron Handball AL Saint-Genis-Laval HB P HBC Thuir |
| Relégués en Nationale 3                  | Pechbonnieu Coteaux Handball P (10e poule 1) HBC Marmandais P (11e poule 1) Toulouse Féminin Handball rés. (12e poule 1) Eglantine Vierzon Handball (10e poule 2) HBC Mamers (11e poule 2) Cognac ALJO (12e poule 2) PL Granville Handball P (10e poule 3) HB Octeville-sur-Mer rés. (11e poule 3) Rouen Handball rés. (12e poule 3) AS Mantaise P (10e poule 4) Tourcoing Handball (11e poule 4) AS Montigny-le-Bretonneux Handball (12e poule 4) P2H Handball (10e poule 5) Cergy Handball (11e poule 5) ASC Deux Vallées Koenigsmacker (12e poule 5) CA Pontarlier HB P (10e poule 6) Beaune Handball P (11e poule 6) Entente Mulhouse Kingersheim (12e poule 6) Handball Club Lyon P (10e poule 7) HBC Saint-Julien-Denicé-Gleizé (11e poule 7) Mende Gévaudan CHB P (12e poule 7) Union du pays d'Aix Bouc HB rés. P (10e poule 8) AC La Ciotat P (11e poule 8) Avignon Handball (12e poule 8) |
| Promus de Nationale 3                    | - - |